# Niziny (województwo dolnośląskie)
Niziny (niem. Weitemalke) – wieś w Polsce, w województwie dolnośląskim, w powiecie trzebnickim, w gminie Oborniki Śląskie.
W latach 1975–1998 położona była w województwie wrocławskim.
Przed 2023 r. Niziny były przysiółkiem wsi Uraz.